# Gribskov SK
Gribskov SK, wcześniej Helsinge SK – duński klub szachowy z Helsinge, dziewięciokrotny mistrz kraju.

## Historia
Klub powstał w 1991 roku z inicjatywy Allana Rasmussena i w niedługim czasie pozyskał takich zawodników, jak Niels Jørgen Fries Nielsen, Jacob Sylvan i Mikkel Antonsen. W 1999 roku pierwszy zespół awansował do 1. division. W debiutanckim sezonie szachiści klubu zajęli trzecie miejsce, a skład drużyny stanowili m.in. Peter Heine Nielsen, Jesper Hall, Lars Schandorff i Jens Kristiansen. Rok później zespół zdobył mistrzostwo kraju z przewagą dwóch punktów nad drugim Skolernes SK. W sezonie 2001/2002 Helsinge SK obronił tytuł mistrzowski, podobnie w dwóch kolejnych sezonach. Po zmianie nazwy rozgrywek na Skakligaen w 2004 roku, klub zdobył pięć kolejnych tytułów z rzędu. W związku z chorobą Allana Rasmussena, w 2009 roku klub wycofał się ze Skakligaen. Rasmussen zmarł dwa lata później.
W maju 2014 roku klub zmienił nazwę na Gribskov SK.